# Gato de Navidad
El Gato de Navidad, o el gato de Yule, (en islandés: Jólakötturinn, AFI: ˈjouːlaˌkʰœhtʏrɪn, también se llama Jólaköttur) es un gato enorme y feroz del folclore islandés. Se dice que el Gato de Navidad acecha en el campo níveo durante la época navideña y come personas que no reciben ropa nueva antes de la víspera de Navidad. En otras versiones del cuento, el gato solo come la comida de los que no reciben ropa nueva. Jólakötturinn está relacionado con otras figuras del folclore islandés y es considerado la mascota de la ogra Grýla y sus hijos, los muchachos de Yule (en islandés jólasveinarnir).

## Historia

### Orígenes
La primera mención definitiva del Gato de Navidad proviene de una colección de folclore de 1862 por Jón Árnason, Íslenzkar þjóðsögur og æfintýri (Leyendas y cuentos islandeses). Se describe como una bestia malvada que comería a los que no reciben ropa nueva para la Navidad o su porción extra de comida para Navidad. Jón no dio ninguna fuente para el cuento.
Hay dos teorías propuestas para el origen del cuento. En una, el folclorista Árni Björnsson cita una nota al pie de Jón que usa la figura retórica "vestir al gato". De esta nota al pie y la falta de fuentes escritas sobre el gato de Navidad antes del escrito de Jón, Árni concluyó que esta frase fue la fuente sobre la cual Jón creó al monstruo. En otra teoría, el arqueólogo Guðmundur Ólafsson conecta al Gato de Navidad a varias entidades que, en otras tradiciones europeas, acompañaron a San Nicolás. Guðmundur notó que las fuentes folclóricas en la historia son generalmente escasas, y por eso la falta de fuentes escritas sobre el Gato de Navidad no significa mucho.
Se usa tradicionalmente el Gato de Navidad como una amenaza y un incentivo para espolear a los labriegos que terminan procesando la lana recolectada en el otoño antes de la Navidad. Los que tomaron parte en el trabajo recibieron ropa como recompensa, por otro lado, los que no tomaron parte no recibieron nada y por consiguiente serían presa para el Gato de Navidad.

### Jólin Koma
Se establece al Gato de Navidad como una parte del folclore navideño islandés. Llegó en 1932 cuando Jóhannes úr Kötlum publicó una colección de poesía que se llama Jólin koma (La Navidad viene). Uno de los poemas, Jólakötturinn, (El Gato de Navidad) se concentra en el monstruo epónimo que come humanos lo cual subsecuentemente se convirtió en una parte común de las festividades y los adornos navideños en Islandia.
Aunque el poema no conectó al Gato de Navidad con Grýla, Leppalúði, o los muchachos de Yule, los personajes también fueron incluidos en la colección. Condujo a conexiones entre los personajes en cuentos más tardíos. Hacia la mitad del siglo XX, el Gato de Navidad fue considerado la mascota de Grýla y sus hijos. En algunos cuentos más tardíos, el Gato de Navidad es tan desobediente que solo Stúfur, el muchacho de Yule más pequeño, puede dirigirlo, y él monta al gato a través del campo.
Ingibjörg Þorbergs compuso algunas canciones basadas en los poemas de Jóhannes, incluso una sobre el Gato de Navidad, alrededor de 1970.

### Popularidad moderna
En 2008, el periódico electrónico en idioma inglés, The Reykjavík Grapevine, publicó un artículo sobre el Gato de Navidad lo que se considera parcialmente responsable por el reconocimiento internacional del Gato de Navidad. El cuento del Jólaköttur fue repetido y expandido en más artículos.
En 2018, la ciudad de Reykjavík erigió una escultura de hierro de 5 metros de altura del Gato de Navidad como un adorno navideño en la plaza central.
En diciembre de 2013, se lanzó una película sobre el Gato de Navidad llamada Þið kannist við... (Ustedes saben…) en Islandia, la cual se localizó para el público angloparlante como Krampuss.